# Playoffs NBA 1969
Navigation
1968 1970
Les playoffs NBA 1969 sont les playoffs de la saison 1968-1969. Ils se terminent sur la victoire des Celtics de Boston face aux Lakers de Los Angeles quatre matches à trois lors des Finales NBA.

## Qualification pour les playoffs
Dans chaque Division, les quatre meilleures équipes sont qualifiées pour les playoffs au terme de la saison régulière.
| Champion de division | Qualifié pour les playoffs | Éliminé des playoffs |

| Franchise             | V  | D  | PCT    | R  | Dom   | Ext   | N    | Div   |
| --------------------- | -- | -- | ------ | -- | ----- | ----- | ---- | ----- |
| Bullets de Baltimore  | 57 | 25 | 69,5 % | –  | 29–9  | 24–15 | 4–1  | 26–14 |
| 76ers de Philadelphie | 55 | 27 | 67,1 % | 2  | 26–8  | 24–16 | 5–3  | 23–17 |
| Knicks de New York    | 54 | 28 | 65,9 % | 3  | 30–7  | 19–20 | 5–1  | 26–14 |
| Celtics de Boston     | 48 | 34 | 58,5 % | 9  | 24–12 | 21–19 | 3–3  | 23–17 |
| Royals de Cincinnati  | 41 | 41 | 50,0 % | 16 | 15-13 | 16–21 | 10–7 | 20–20 |
| Pistons de Détroit    | 32 | 50 | 39,0 % | 25 | 21–17 | 7–30  | 4–3  | 13–27 |
| Bucks de Milwaukee    | 27 | 55 | 32,9 % | 30 | 15–19 | 8–27  | 4–9  | 7–29  |

| Franchise                 | V  | D  | PCT    | R  | Dom   | Ext   | N    | Div   |
| ------------------------- | -- | -- | ------ | -- | ----- | ----- | ---- | ----- |
| Lakers de Los Angeles     | 55 | 27 | 67,1 % | –  | 32–9  | 21–18 | 2–0  | 30–10 |
| Hawks d'Atlanta           | 48 | 34 | 58,5 % | 7  | 28–12 | 18–21 | 2–1  | 26–14 |
| Warriors de San Francisco | 41 | 41 | 50,0 % | 14 | 22–19 | 18–21 | 1–1  | 20–20 |
| Rockets de San Diégo      | 37 | 45 | 45,1 % | 18 | 25–16 | 8–25  | 4–4  | 20–20 |
| Bulls de Chicago          | 33 | 49 | 40,2 % | 22 | 19–21 | 12–25 | 2–3  | 19–21 |
| SuperSonics de Seattle    | 30 | 52 | 36,6 % | 25 | 18–18 | 6–29  | 6–5  | 15–23 |
| Suns de Phoenix           | 16 | 66 | 19,5 % | 39 | 11–26 | 4–28  | 1–12 | 8–30  |

## Fonctionnement
Lors des Demi-finales de Division, le premier affronte le quatrième et le deuxième affronte le troisième dans une série au meilleur des sept matches. Les gagnants se rencontrent ensuite en Finales de Division au meilleur des sept matches. Les deux gagnants se rencontrent lors des finales NBA, qui se jouent au meilleur des sept matches.
Les séries se déroulent de la manière suivante :
| Match | Division (demi-finales et finales) | Division (demi-finales et finales) | Finales NBA     |                |                |
| Match | Est                                | Ouest                              | Finales NBA     |                |                |
| ----- | ---------------------------------- | ---------------------------------- | --------------- | -------------- | -------------- |
| 1     | Est                                | Ouest                              | Meilleur bilan  | Meilleur bilan | Meilleur bilan |
| 2     | Moins bon bilan                    | Meilleur bilan                     | Meilleur bilan  |                |                |
| 3     | Meilleur bilan                     | Moins bon bilan                    | Moins bon bilan |                |                |
| 4     | Moins bon bilan                    | Moins bon bilan                    | Moins bon bilan |                |                |
| 5     | Meilleur bilan                     | Meilleur bilan                     | Meilleur bilan  |                |                |
| 6     | Moins bon bilan                    | Moins bon bilan                    | Moins bon bilan |                |                |
| 7     | Meilleur bilan                     | Meilleur bilan                     | Meilleur bilan  |                |                |

## Tableau
|  | Demi-finales de Division | Demi-finales de Division  | Demi-finales de Division |                       |   | Finales de Division   | Finales de Division | Finales de Division |  |  | Finales NBA | Finales NBA       | Finales NBA |
|  |                          |                           |                          |                       |   |                       |                     |                     |  |  |             |                   |             |
|  | 1                        | Bullets de Baltimore      | 0                        |                       |   |                       |                     |                     |  |  |             |                   |             |
|  | 3                        | Knicks de New York        | 4                        |                       |   |                       |                     |                     |  |  |             |                   |             |
|  | 3                        | Knicks de New York        | 4                        |                       | 3 | Knicks de New York    | 2                   |                     |  |  |             |                   |             |
|  | Division Est             |                           |                          |                       | 3 | Knicks de New York    | 2                   |                     |  |  |             |                   |             |
|  |                          |                           | 4                        | Celtics de Boston     | 4 |                       |                     |                     |  |  |             |                   |             |
|  | 4                        | Celtics de Boston         | 4                        | Celtics de Boston     | 4 | 4                     |                     |                     |  |  |             |                   |             |
|  | 4                        | Celtics de Boston         |                          |                       |   | 4                     |                     |                     |  |  |             |                   |             |
|  | 2                        | 76ers de Philadelphie     | 1                        |                       |   |                       |                     |                     |  |  |             |                   |             |
|  |                          |                           |                          |                       |   |                       |                     |                     |  |  | E4          | Celtics de Boston | 4           |
|  |                          |                           | O1                       | Lakers de Los Angeles | 3 |                       |                     |                     |  |  |             |                   |             |
|  | 1                        | Lakers de Los Angeles     | 4                        |                       |   |                       |                     |                     |  |  |             |                   |             |
|  | 3                        | Warriors de San Francisco | 2                        |                       |   |                       |                     |                     |  |  |             |                   |             |
|  | 3                        | Warriors de San Francisco | 2                        |                       | 1 | Lakers de Los Angeles | 4                   |                     |  |  |             |                   |             |
|  | Division Ouest           |                           |                          |                       | 1 | Lakers de Los Angeles | 4                   |                     |  |  |             |                   |             |
|  |                          |                           | 1                        | Hawks d'Atlanta       | 1 |                       |                     |                     |  |  |             |                   |             |
|  | 4                        | Clippers de San Diego     | 1                        | Hawks d'Atlanta       | 1 | 3                     |                     |                     |  |  |             |                   |             |
|  | 4                        | Clippers de San Diego     |                          |                       |   | 3                     |                     |                     |  |  |             |                   |             |
|  | 2                        | Hawks d'Atlanta           | 4                        |                       |   |                       |                     |                     |  |  |             |                   |             |

## Scores

### Demi-finales de Division

#### Division Est
(1) Bullets de Baltimore vs. (3) Knicks de New York: les Knicks gagnent la série 4-0
(2) 76ers de Philadelphie vs. (4) Celtics de Boston: les Celtics gagnent la série 4-1

#### Division Ouest
(1) Lakers de Los Angeles vs. (3) Warriors de San Francisco: les Lakers gagnent la série 4-2
(2) Hawks d'Atlanta vs. (4) Rockets de San Diego: les Hawks gagnent la série 4-2

### Finales de Division

#### Division Est
(3) Knicks de New York vs. (4) Celtics de Boston: les Celtics gagnent la série 4-2

#### Division Ouest
(1) Lakers de Los Angeles vs. (2) Hawks d'Atlanta: les Lakers gagnent la série 4-1

### Match 1
| 23 avril 1969 | Rapport | Celtics de Boston 118, Lakers de Los Angeles 120   | Celtics de Boston 118, Lakers de Los Angeles 120 | Celtics de Boston 118, Lakers de Los Angeles 120 |  | Great Western Forum, Inglewood Affluence : 17 554 |
| 23 avril 1969 | Rapport | Score par quart-temps : 32-33, 26-23, 26-26, 34-38 |                                                  |                                                  |  | Great Western Forum, Inglewood Affluence : 17 554 |
| 23 avril 1969 | Rapport | John Havlicek 37                                   | Points                                           | Jerry West 53                                    |  | Great Western Forum, Inglewood Affluence : 17 554 |
| 23 avril 1969 | Rapport | Los Angeles mène la série 1 à 0                    |                                                  |                                                  |  | Great Western Forum, Inglewood Affluence : 17 554 |

### Match 2
| 25 avril 1969 | Rapport | Celtics de Boston 112, Lakers de Los Angeles 118   | Celtics de Boston 112, Lakers de Los Angeles 118 | Celtics de Boston 112, Lakers de Los Angeles 118 |  | Great Western Forum, Inglewood Affluence : 17 559 |
| 25 avril 1969 | Rapport | Score par quart-temps : 25-24, 30-29, 30-35, 27-30 |                                                  |                                                  |  | Great Western Forum, Inglewood Affluence : 17 559 |
| 25 avril 1969 | Rapport | John Havlicek 43                                   | Points                                           | Jerry West 41                                    |  | Great Western Forum, Inglewood Affluence : 17 559 |
| 25 avril 1969 | Rapport | Los Angeles mène la série 2 à 0                    |                                                  |                                                  |  | Great Western Forum, Inglewood Affluence : 17 559 |

### Match 3
| 27 avril 1969 | Rapport | Lakers de Los Angeles 105, Celtics de Boston 111   | Lakers de Los Angeles 105, Celtics de Boston 111 | Lakers de Los Angeles 105, Celtics de Boston 111 |  | Boston Garden, Boston Affluence : 14 037 |
| 27 avril 1969 | Rapport | Score par quart-temps : 16-25, 24-32, 38-21, 27-33 |                                                  |                                                  |  | Boston Garden, Boston Affluence : 14 037 |
| 27 avril 1969 | Rapport | Jerry West 24                                      | Points                                           | John Havlicek 34                                 |  | Boston Garden, Boston Affluence : 14 037 |
| 27 avril 1969 | Rapport | Los Angeles mène la série 2 à 1                    |                                                  |                                                  |  | Boston Garden, Boston Affluence : 14 037 |

### Match 4
| 29 avril 1969 | Rapport | Lakers de Los Angeles 88, Celtics de Boston 89       | Lakers de Los Angeles 88, Celtics de Boston 89 | Lakers de Los Angeles 88, Celtics de Boston 89 |  | Boston Garden, Boston Affluence : 14 780 |
| 29 avril 1969 | Rapport | Score par quart-temps :' '15-16, 26-33, 29-18, 18-22 |                                                |                                                |  | Boston Garden, Boston Affluence : 14 780 |
| 29 avril 1969 | Rapport | Jerry West 40                                        | Points                                         | John Havlicek 21                               |  | Boston Garden, Boston Affluence : 14 780 |
| 29 avril 1969 | Rapport | Égalité dans la série 2 à 2                          |                                                |                                                |  | Boston Garden, Boston Affluence : 14 780 |

### Match 5
| 1er mai 1969 | Rapport | Celtics de Boston' 104, Lakers de Los Angeles 117  | Celtics de Boston' 104, Lakers de Los Angeles 117 | Celtics de Boston' 104, Lakers de Los Angeles 117 |  | Great Western Forum, Inglewood Affluence : 17 553 |
| 1er mai 1969 | Rapport | Score par quart-temps : 24-23, 21-26, 24-30, 35-38 |                                                   |                                                   |  | Great Western Forum, Inglewood Affluence : 17 553 |
| 1er mai 1969 | Rapport | Sam Jones 25                                       | Points                                            | Jerry West 39                                     |  | Great Western Forum, Inglewood Affluence : 17 553 |
| 1er mai 1969 | Rapport | Los Angeles mène la série 3 à 2                    |                                                   |                                                   |  | Great Western Forum, Inglewood Affluence : 17 553 |

### Match 6
| 3 mai 1969 | Rapport | Lakers de Los Angeles 90, Celtics de Boston 99     | Lakers de Los Angeles 90, Celtics de Boston 99 | Lakers de Los Angeles 90, Celtics de Boston 99 |  | Boston Garden, Boston Affluence : 15 129 |
| 3 mai 1969 | Rapport | Score par quart-temps : 22-32, 17-23, 26-27, 25-17 |                                                |                                                |  | Boston Garden, Boston Affluence : 15 129 |
| 3 mai 1969 | Rapport | Jerry West, Elgin Baylor 26                        | Points                                         | Don Nelson 25                                  |  | Boston Garden, Boston Affluence : 15 129 |
| 3 mai 1969 | Rapport | Égalité dans la série 3 à 3                        |                                                |                                                |  | Boston Garden, Boston Affluence : 15 129 |

### Match 7
| 5 mai 1969 | Rapport | Celtics de Boston 108, Lakers de Los Angeles 106                     | Celtics de Boston 108, Lakers de Los Angeles 106 | Celtics de Boston 108, Lakers de Los Angeles 106 |  | Great Western Forum, Inglewood Affluence : 17 568 Arbitres : = |
| 5 mai 1969 | Rapport | Score par quart-temps : 28-25, 31-31, 32-20, 17-30                   |                                                  |                                                  |  | Great Western Forum, Inglewood Affluence : 17 568 Arbitres : = |
| 5 mai 1969 | Rapport | John Havlicek 26                                                     | Points                                           | Elgin Baylor 42                                  |  | Great Western Forum, Inglewood Affluence : 17 568 Arbitres : = |
| 5 mai 1969 | Rapport | Boston gagne la série 4 à 3 et obtient un 11e titre de champion NBA. |                                                  |                                                  |  | Great Western Forum, Inglewood Affluence : 17 568 Arbitres : = |